# Ziege (Fisch)
Die Ziege (Pelecus cultratus), auch Sichling genannt, ist ein karpfenartiger Süßwasserfisch. Es ist die einzige Art der Gattung Pelecus – hier noch zu den Leuciscinae gezählt, heute aber besser zu den Cultrinae. Ziegen sind Schwarmfische, die sich tagsüber in der Nähe des Gewässergrunds aufhalten und nachts an die Oberfläche steigen. Sie ernähren sich von planktonischen Kleinkrebsen, Insekten und deren Larven.

## Vorkommen
Die Ziege lebt in Osteuropa, von der Oder bis zur Wolga und zum Ural, in der Donau, der Ostsee, dem Schwarzen und Kaspischen Meer, im Aralsee und in Südschweden.

## Aussehen
Die Ziege hat eine schlanke Gestalt, eine gerade Rückenlinie und ein oberständiges Maul. Die Bauchkante ist scharf, so dass keine „Bauchseite“ vorhanden und der Fisch von unten schwerer sichtbar ist. 
Die Brustflossen sind sehr groß und geschweift, die Afterflosse ist lang, die Rückenflosse mit 10 bis 11 Strahlen nur sehr kurz. Die Seitenlinie ist wellenförmig. Die Fische werden 25 bis 35, maximal 60 Zentimeter lang.

## Fortpflanzung
Ziegen laichen von Mai bis Juli. Brackwasserbewohner wandern in die Unterläufe der Flüsse. Sie legen 30.000 bis 100.000 Eier, die im Wasser treiben. Nach drei bis vier Tagen schlüpfen die Fischlarven.